# Mardiyanto
Mardiyanto (ur. 21 listopada 1946 w Surakarcie) – indonezyjski polityk i wojskowy.
W 1998 r. objął funkcję gubernatora Jawy Środkowej. Stanowisko to piastował do 2007 r., kiedy wszedł w skład gabinetu Susilo Bambang Yudhoyono jako minister spraw wewnętrznych. W 2009 r. został zastąpiony przez Gamawana Fauzi.